# الاحتجاجات العمانية 2018–2019
كانت الاحتجاجات العمانية 2018–2019 احتجاجات وطنية ومظاهرات شهدت خروج عشرات الآلاف من المتظاهرين في مسيرة ضد الارتفاع الشديد في معدلات البطالة والتضخم في سلطنة عمان. بدأت الاحتجاجات الجماهيرية في يناير 2018، عندما اشتبكت الشرطة مع متظاهرين رددوا شعارات مناهضة للحكومة وطالبوا بإنهاء الحكومة. اندلعت أعمال شغب مناهضة للبطالة في أنحاء سلطنة عمان في ديسمبر، عندما ضربت موجة من الاحتجاجات مسقط وصحار في عمان. اجتاحت الاحتجاجات والمعارضة عمان بينما كانت وحشية الشرطة تتزايد، مما أدى إلى اندلاع احتجاجات واشتباكات. في 3 و8 يناير 2019، بدأت الإضرابات العامة الوطنية، مما أدى إلى وعود بالإصلاحات من قبل السلطان قابوس بن سعيد.